# Svängknack
Svängknack („Schwungklopf“) ist ein schwedisches Kartenspiel für 6 bis 8 Spieler, das eine Weiterentwicklung von Knack darstellt und wie dieses hauptsächlich um Geld gespielt wird.

## Karten

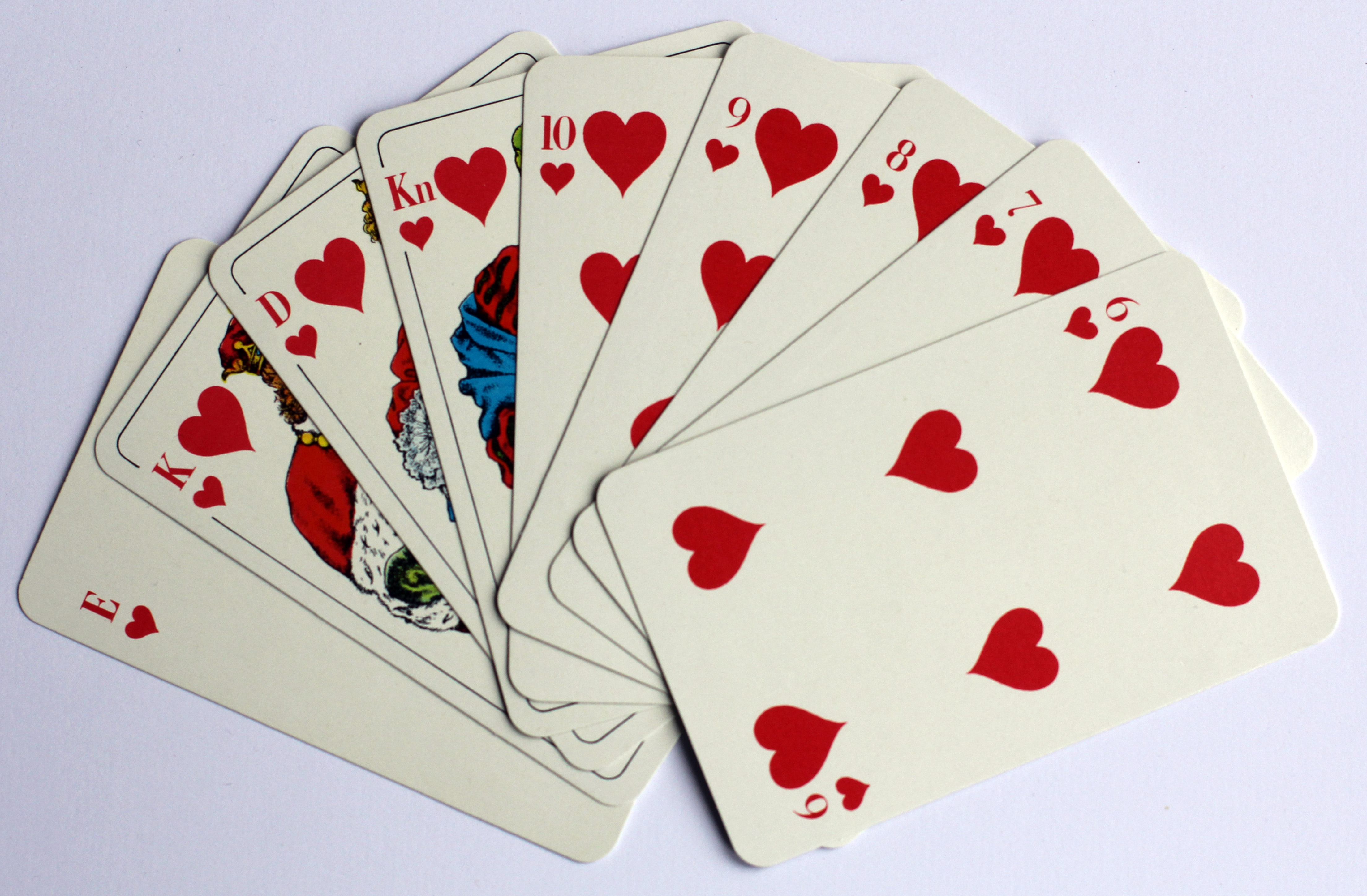
Bei Svängknack werden verkürzte Farben verwendet. Hier: die Herzfarbe.

Man verwendet das französische Blatt, üblicherweise nach dem modernen schwedischen Bild. Aus dem Kartenspiel werden die 2er, 3er, 4er und 5er entfernt, sodass 36 Karten vom Ass (höchste) bis zur Sechs übrig bleiben.

## Geben und Reizen
Der Kartengeber wird ausgelost und zahlt einen vereinbarten Einsatz in den Pot, der durch drei teilbar ist. Jeder erhält drei Karten. Anschließend folgt eine Reizrunde, in der die ersten beiden Spieler abwechselnd entscheiden können, ob sie passen, also nicht um den Pot spielen, oder ob sie „schwingen“. Schwingen bedeutet, zwei neue Karten aus dem Talon aufzudecken und die Trumpffarbe von einer dieser Karten zu wählen. Sobald die Trumpffarbe auf diese Weise gewählt wurde, wird das Ansagen fortgesetzt. Jeder nachfolgende Spieler kann reihum mitmachen, d. h. spielen, oder passen und somit aus dem aktuellen Spiel aussteigen. Haben beide aufgedeckten Karten die gleiche Farbe, wird ein Muss-Spiel gemacht, an dem alle teilnehmen müssen, sofern der Pot ein vorher vereinbartes Limit nicht überschreitet. Andernfalls ist das Muss-Spiel ungültig. Der „Schwinger“ hat auch die Möglichkeit, nur eine Karte umzudrehen, indem er „Ich schwinge eine“ ansagt. Dies führt ebenfalls zu einem Muss-Spiel, sofern der Pot das Limit nicht überschreitet.
Wenn der zweite Spieler geschwungen hat, darf der erste nicht spielen, da er die Gelegenheit zum Schwingen nicht genutzt hat. Der erste Spieler kann jedoch zu Beginn „letzter Mann“ ansagen, was bedeutet, dass er mitmacht, wenn „B“ schwingt und alle anderen passen. Wenn alle passen, gewinnt der Swinger den Pot.

## Spiel
Das Spiel um den Pot ist ein Stichspiel mit strengen Regeln für das Ausspielen der Karten. Der Swinger spielt den ersten Stich aus und muss das Trumpf-Ass spielen, falls er es hat. Spieler müssen Farbe bedienen oder trumpfen, falls dies nicht möglich ist. Für jeden Stich gewinnt man ein Drittel des Pots. Spieler, die mitgespielt haben, aber keinen Stich gemacht haben, zahlen stattdessen eine Strafe.

## Gewinn
Jeder Stich bringt ⅓ des Pots. Wenn drei Spieler spielen und jeder einen Stich macht, wird der Pot abgezogen, und der nächste Geber legt den vereinbarten Ante für die nächste Runde in den Pot. Andernfalls zahlt jeder Spieler, der keinen Stich macht, den vollen Einsatz für die nächste Runde in den Pot. Der Händler muss weiterhin den vereinbarten Ante zahlen.